# Globen
För andra betydelser, se Globen (olika betydelser).
Globen (formellt: Avicii Arena, sedan 2021, tidigare: Ericsson Globe, Stockholm Globe Arena) är en arena belägen i Globenområdet i stadsdelen Johanneshov i Stockholm. Den invigdes den 19 februari 1989 och var fram till 2023 världens största sfäriska byggnad, när den blev passerad i storlek av Sphere. Sedan 5 februari 2010 leder en gondolbana med två runda gondoler upp till Globens topp, 85,20 meter över marken och 130 meter över havet, med namnet Skyview. Den invändiga takhöjden är 65 m. Globen ägs av Stockholms kommun (via SGA Fastigheter). Globen drivs av Stockholm Live.
Globen utgör utgångspunkten i Sweden Solar System, en skalmodell av solsystemet i vilken Globen representerar solen.

## Namn
När Berg Arkitektkontor AB presenterade projektet kallade de byggnaden för Prins Bertil Arena, ett förslag som Stockholms kommun inte ville använda. De utlyste en tävling som gav byggnaden det ursprungliga namnet, Stockholm Globe Arena. 2008 tecknade företaget Ericsson ett 10-årigt sponsoravtal med ägaren till Globen, Stockholm Globe Arena Fastigheter AB, som gav Ericsson rätten att döpa om Globen till valfritt namn. En tävling utlystes av Ericsson i slutet av 2008 riktad till allmänheten, med krav att namnet skulle innehålla namnet Ericsson. Det vinnande förslaget blev Ericsson Globe. 
Den 19 maj 2021 meddelade Stockholm Live att arenan i fortsättningen heter Avicii Arena, efter den bortgångne musikern Tim Berglings artistnamn. Namnbytet sker inom ramen för ett samarbete mellan Stockholm Live, Tim Bergling Foundation och sponsorer. Syftet är att belysa psykisk ohälsa bland ungdomar, något Tim Bergling själv led av och Tim Bergling Foundation verkar för att stävja.

## Byggnaden

### Konstruktion och arkitekt

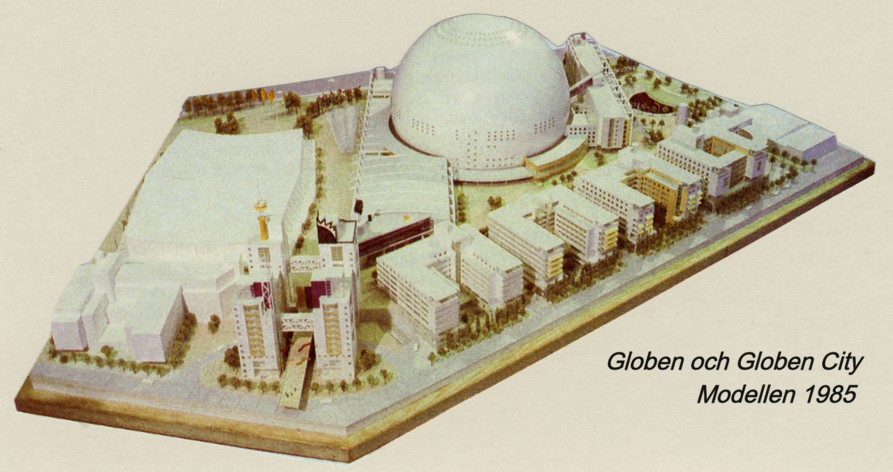
Modellen på Globenområdet.

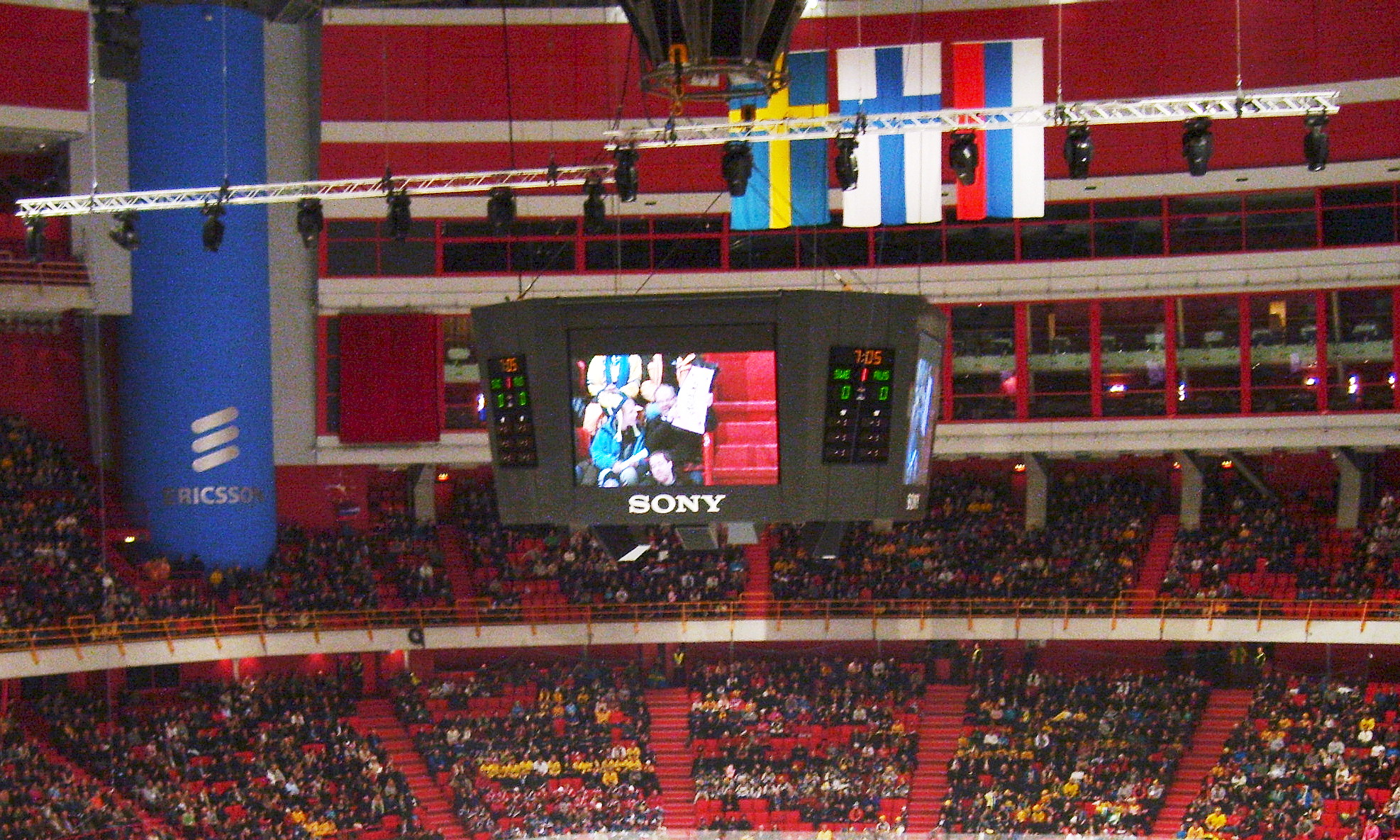
Storbildsskärmen och vip-logerna.

Globen består av flera byggnader. Den största är själva arenabyggnaden som allmänt kallas "Globen". Den har en utvändig diameter av 110,40 meter och en höjd (från marken) av 85,20 meter, totalhöjd är 130 meter över havet. Konstruktionen består huvudsakligen av betong, stål, aluminium, plåt och glas.
Kupolen bärs upp av 48 böjda stålpelare som sträcker sig till byggnadens halva höjd (kallad ekvator), däröver utgörs det bärande skalet av ett rymdfackverk i aluminium som levererades och monterades av tyska Mero GmbH & Co. Rymdfackverket innehåller 2 200 knutpunkter och 13 000 aluminiumrör. Ytterhöljet består av värmeisolerade, fabrikslackerade plåtkassetter med 140 millimeter tjocklek. Tätningen mellan kassetterna består av gummiprofiler som skyddas av en aluminiumlist.
På insidan och längs hela ekvatorn leder en balkong för teknisk service och inspektion. Sfärens insida kan inspekteras med hjälp av en flyttbar brygga som sträcker sig från ekvatorn och upp till takets högsta punkt. Eftersom en sfär inte kan bära asymmetriska koncentrerade laster hänger teknikbryggan för belysning, högtalare och storbildsskärm i hallens topp och är stagad i sidled med hjälp av stålvajrar.
Byggnaden och området omkring ritades av Berg Arkitektkontor AB (genom Esbjörn Adamson, Svante Berg och Lasse Vretblad), sedan de 1985 vunnit den av Stockholms stad utlysta projekttävlingen. De kallade sitt förslag för Prins Bertil Arena men efter att förslaget började projekteras inleddes en namntävling, som bland annat stipulerade att namnet inte fick innehålla ett personnamn, "hovet" eller bokstäverna å, ä och ö. Tävlingen ledde till namnet Stockholm Glob Arena [sic!]. Berg Arkitektkontor var en av fem arkitektgrupper som blivit utvalda att rita förslag till den nya arenan, men de som skulle finansiera idéförslaget hade i sista stund hoppat av. För att rädda projektet samlade Berg Arkitektkontor ett konsortium med byggare och finansiärer och efter många möten hittade man till slut finansiärer till det nya globprojektet. I april 1986 utsågs Berg arkitektkontors tävlingsgrupp till vinnare av arenatävlingen. Deras förslag gick ut på att rita, bygga och finansiera världens största sfäriska byggnad.
Första spadtaget togs i september 1986 och den nya arenan invigdes efter rekordsnabb byggtid den 19 februari 1989. Prins Bertil klippte bandet. Byggkostnaden låg mellan 400 och 800 miljoner kronor.

### Platser
Vid ishockeymatcher ryms 14 000 personer, och vid scenshower finns det plats för cirka 16 000 personer. Publikrekordet innehas av Metallica som hade 17 303 besökare under sin konsert den 7 maj 2018. Metallica innehar också andra- och fjärdeplatsen med 16 858 respektive 16 531 besökare. På tredje plats finns Filip och Fredrik som hade 16 592 besökare.
I sidobyggnaden Annexet, den minsta av arenorna i Globen-området, finns det plats för mindre evenemang. Den rymmer maximalt 3 950 åskådare eller upp till 1 300 bankettgäster. Annexet var från början till för ishockeyträningar, men numera är användningsområdena mestadels konserter, mässor, konferenser och liknande.
Globen är en multiarena som snabbt kan anpassas till olika evenemang. I arenan hålls ett stort antal såväl sport- som musikevenemang och även näringslivet har konferenser och bolagsstämmor i arenan. Högst upp i byggnaden finns ett 40-tal VIP-loger, som är anordnade strax under ekvatorn.

## Globen under uppförande

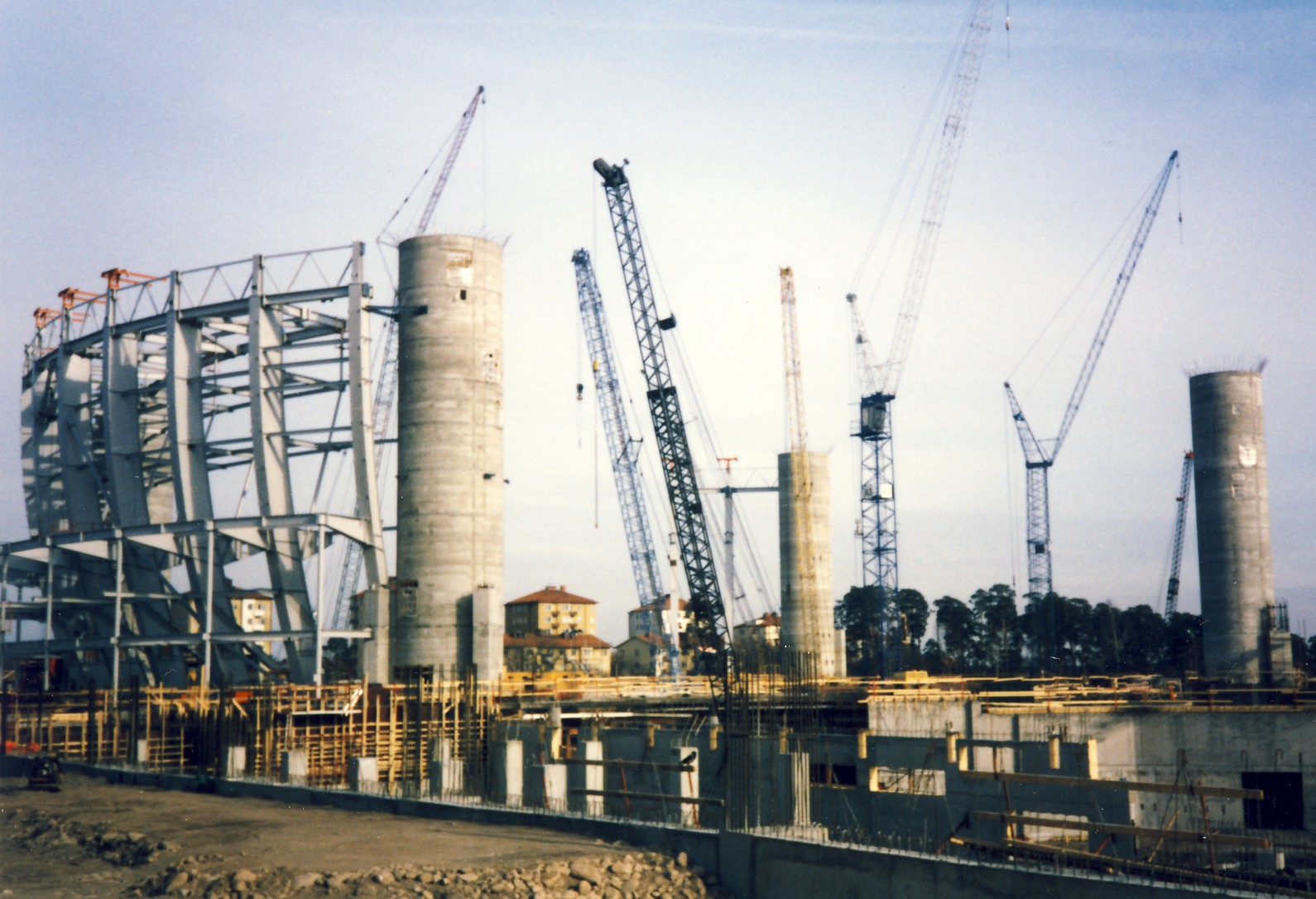
Globen i april 1987
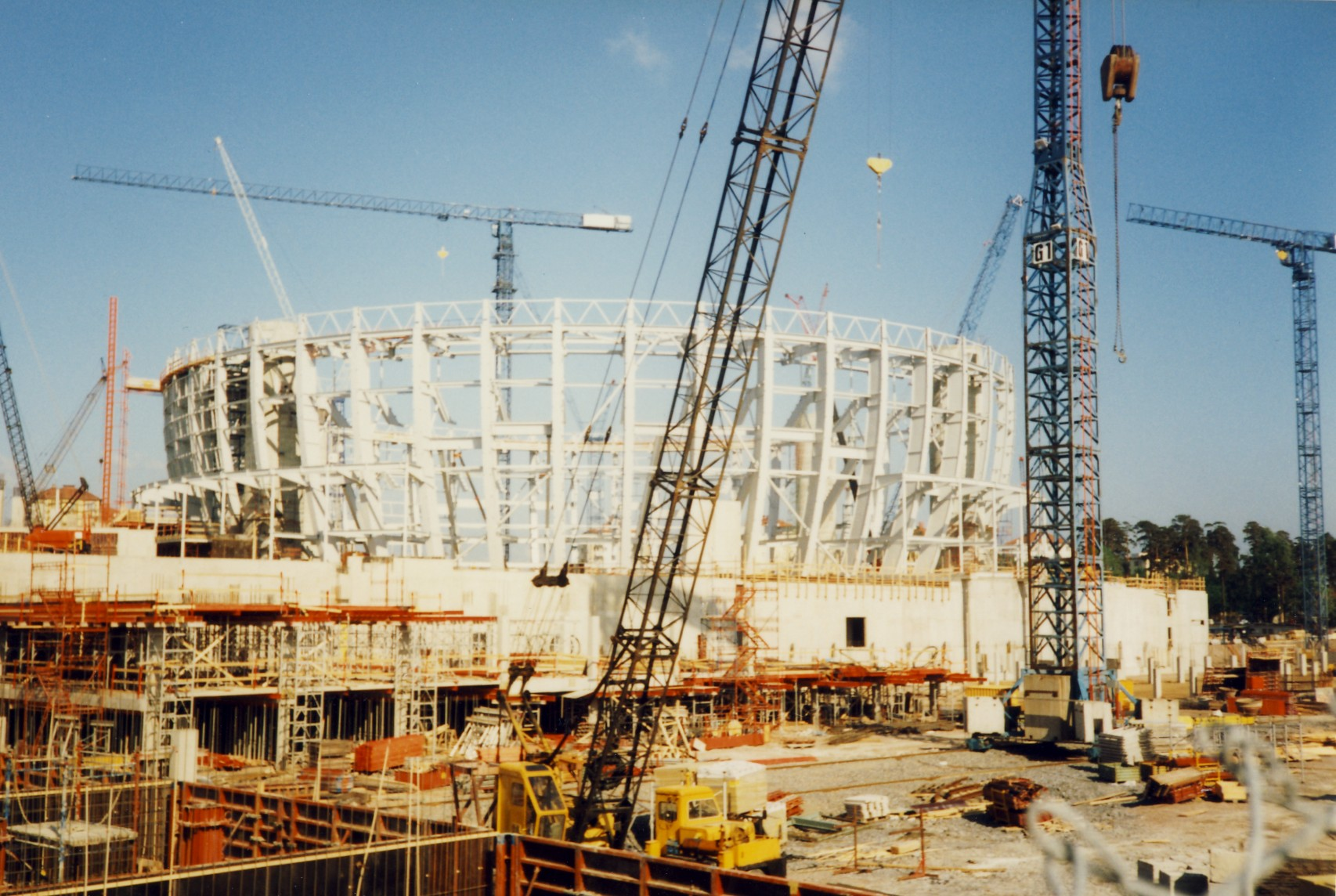
Globen i juni 1987
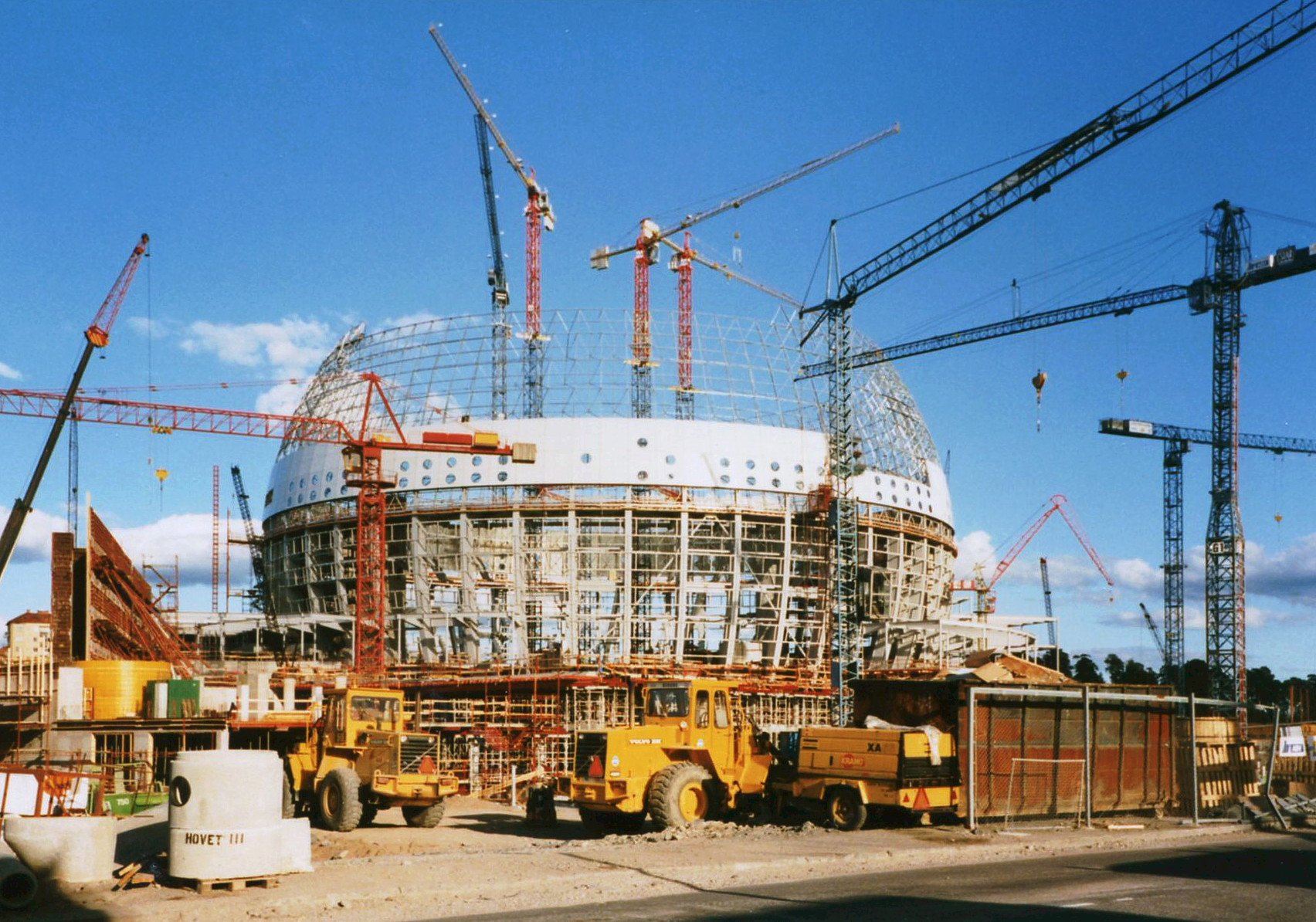
Globen i september 1987
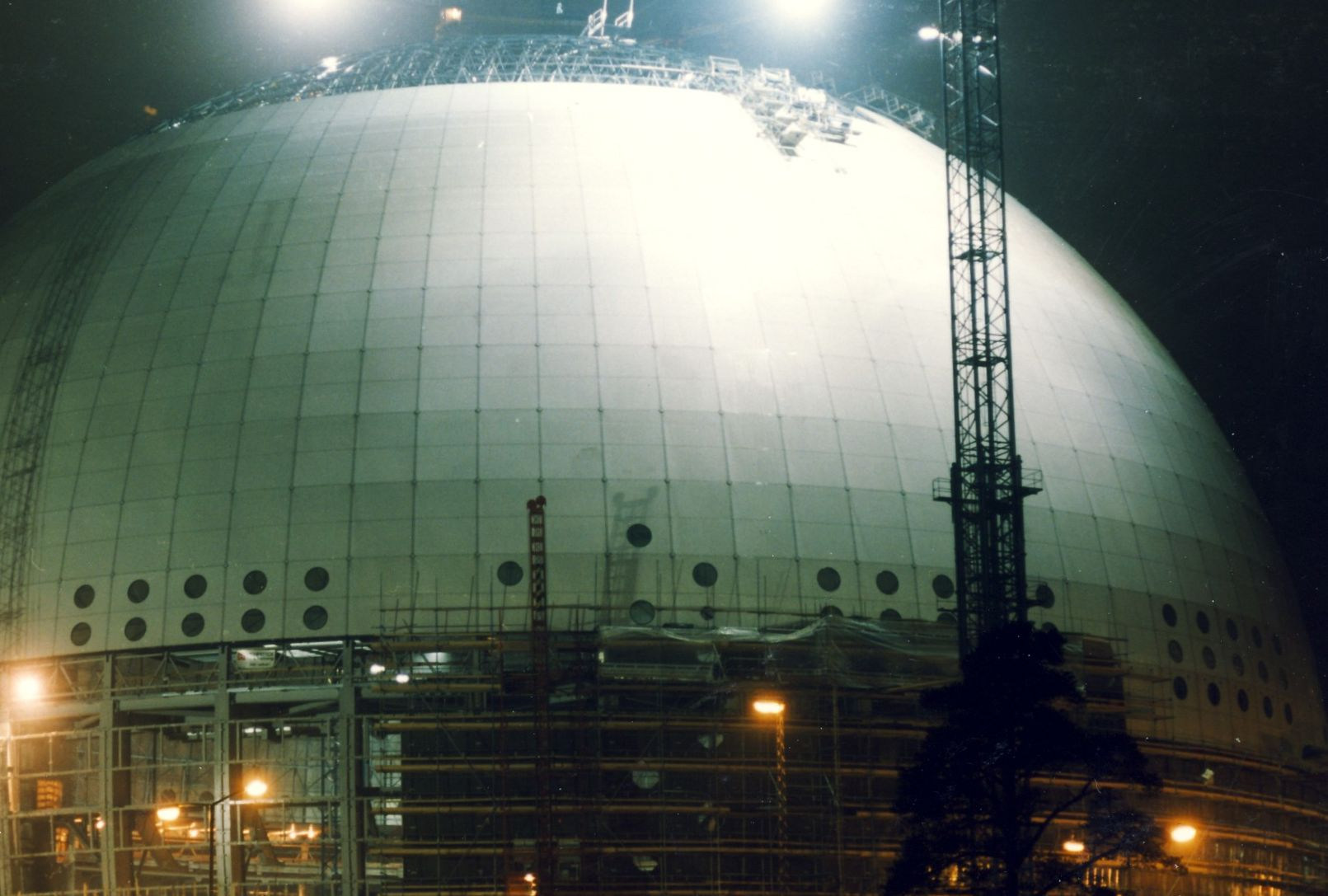
Globen i november 1987

## Verksamheten
Globen gick före 2009 varje år med ekonomisk förlust för att därefter visa positivt resultat.
Evenemangsverksamheten i Globen, Hovet, Annexet samt Tele2 Arena bedrivs av Stockholm Live, som sedan oktober 2008 ägs av det amerikanska bolaget Anschutz Entertainment Group (AEG).

### Sport

#### Ishockey

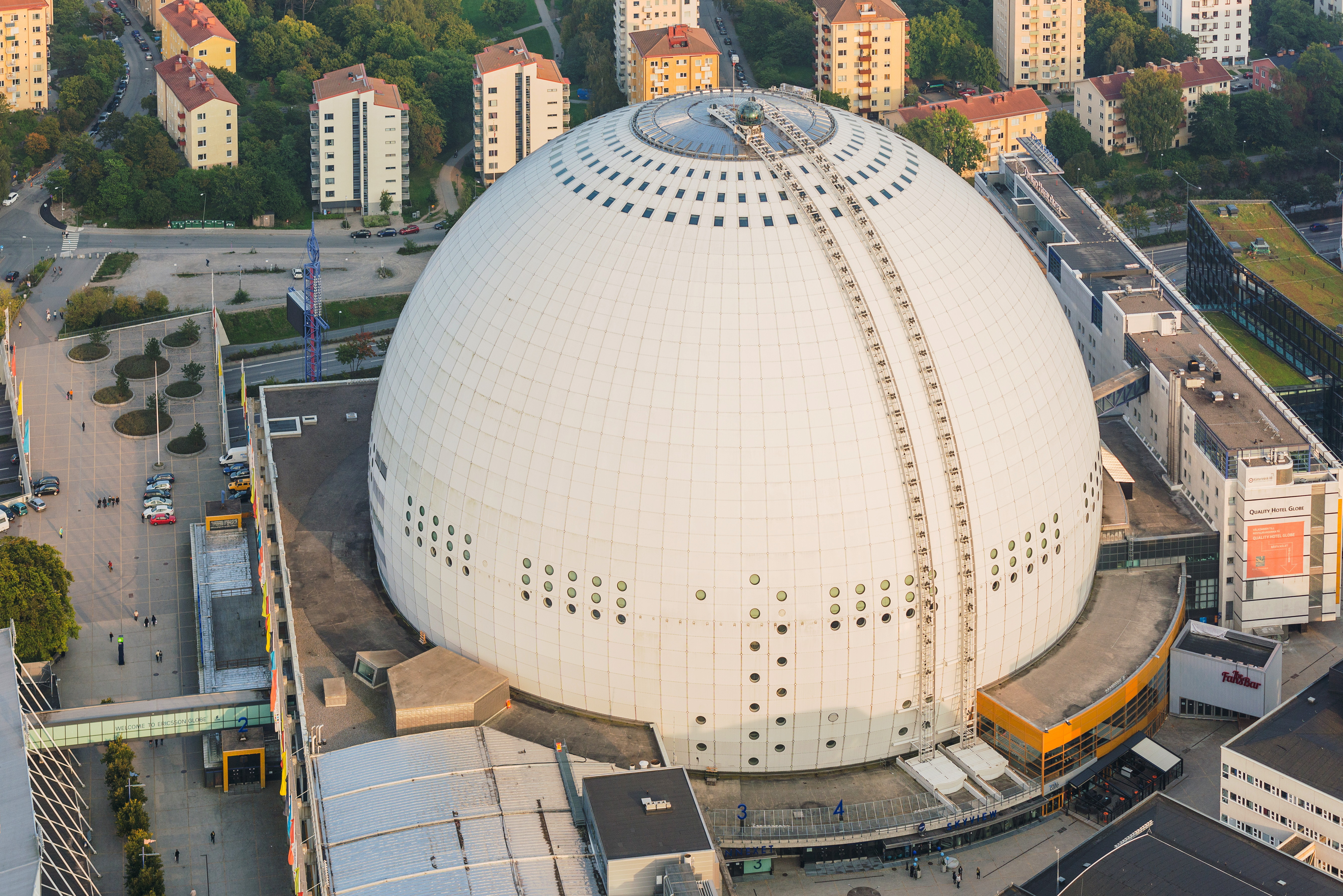
Globen sedd från luften, 2014.

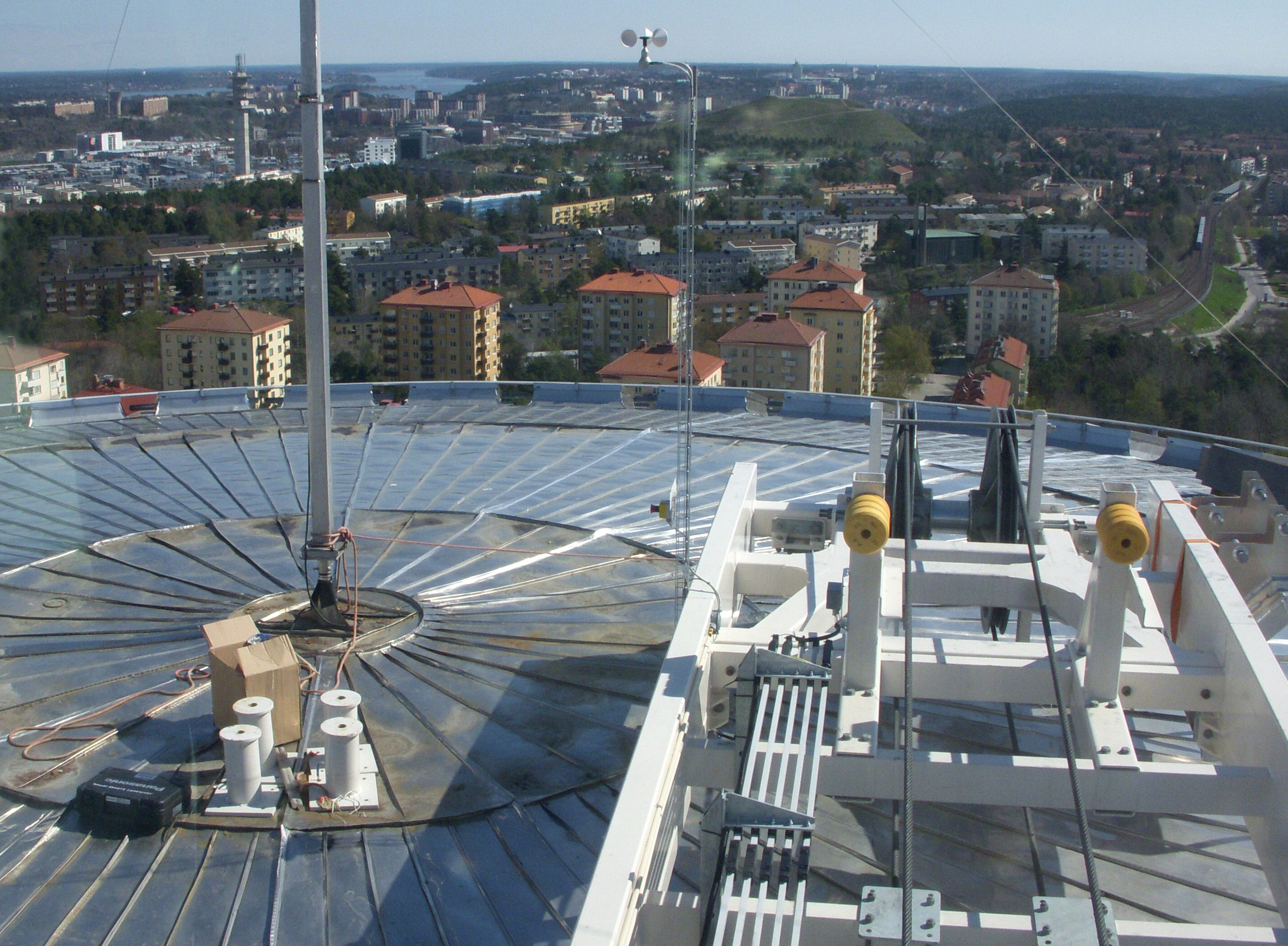
Utsikten från Globens tak mot öst.

Det första stora evenemanget i Globen var världsmästerskapet i ishockey för herrar 1989. Arenan byggdes just med sikte på att få den klar till det mästerskapet. Tre Kronor slutade på fjärde plats i turneringen. Arenan användes för ishockey-VM även åren 1995, 2012 och 2013. 
I och med att Globen är Sveriges nationalarena för ishockey har Sveriges herrlandslag i ishockey spelat många landskamper och turneringar i arenan, såsom svenska ishockeyförbundets egen turnering Sweden Hockey Games. 
Första ishockeymatchen överhuvudtaget i Globen spelades 21 februari 1989, i Elitseriens fortsättningsserie, mellan AIK och Djurgårdens IF. Första målet gjordes av AIK:s Mats Lundström, men Djurgården vann matchen med 3–2. I samband med den matchen sattes ett nytt publikrekord för den moderna Elitserien i ishockey-SHL, när 13 850 åskådare fanns på plats. Arenan var Djurgården Hockeys hemmaplan till säsongen 2008/2009 då man flyttade tillbaka till Hovet. Förberedelserna för tillbakaflytten skedde under säsongen 2007/2008, då klubben spelade 17 av sina 27 hemmamatcher på Hovet. Flytten skedde sedan laget vid mitten av 2000-talets första decennium börjat prestera allt sämre och publiken minskade. Till säsongen 2001/2002 spelade också AIK Ishockey sina hemmamatcher där, och Huddinge IK (3), Hammarby Hockey (åtminstone 13) samt dåvarande division 5-laget AC Camelen (1) har spelat seriematcher där som hemmalag.
National Hockey League 2008/2009 inleddes i Globen med spel mellan Ottawa Senators och Pittsburgh Penguins. National Hockey League 2009/2010 inleddes i Globen med spel mellan Detroit Red Wings och St. Louis Blues. Det svenska hårdrocksbandet Bullet spelade två låtar innan nedsläpp. National Hockey League 2010/2011 inleddes i Globen med spel mellan Columbus Blue Jackets och San José Sharks med hårdrocksbandet Mustasch som förband. National Hockey League 2011/2012 inleddes i Globen med New York Rangers och Los Angeles Kings respektive mellan New York Rangers och Anaheim Ducks.
En renovering och modernisering av Globen pågår inför ishockey-VM 2025. Det är tänkt att Hovet därefter ska rivas och att Djurgården och AIK återigen ska spela sina hemmamatcher i Globen.

#### Övrig sport
Ett annat evenemang som lockade mycket publik under invigningsåret 1989 var Europamästerskapet i volleyboll för herrar, där Sverige gick till final och förlorade mot Italien efter att i semifinalen slagit ut Sovjetunionen. ATP-turneringen Stockholm Open i tennis spelades i Globen 1989–1994, liksom VM-finalerna i innebandy för herrar 1996 och 2006. Alviks BK har använt arenan som hemmaplan för sina basketmatcher, och  vid Europamästerskapet i basket för herrar 2003 spelades matcher här. Inomhusturneringar i fotboll som Nackas minne och SM i 5-mannafotboll har också spelats här.
Det har vid flera tillfällen arrangerats olika motortävlingar i Globen, till exempel motocross, racing, gokart samt monstertruck. Vid motocrossen lades det in stora mängder jord i Globen och en motocrossbana byggdes. När racing och gokart kördes asfalterades i stort sett hela golvytan i arenan efter att de nedre läktarna dragits in.
Ridsporttävlingen Stockholm International Horse Show arrangerades i Globen årligen 1993–2013. Under arrangemanget växlades hästsport med olika typer av djuruppvisningar.
Under covid-19-pandemin, när ordinarie evenemang var inställda, fungerade Globen 2020–2021 som padelhall.

### Musik
Melodifestivalen 1989, Eurovision Song Contest 2000 och Eurovision Song Contest 2016 har hållits i Globen, även Melodifestivalfinaler från 2002 till 2012 samt deltävling 1 till 3 av Melodifestivalen 2022.
MTV Europe Music Awards arrangerades i Stockholm 16 november 2000 i Globen. 12 000 personer såg galan på plats och närmare en miljard bedöms ha haft möjlighet att se galan på TV. Det ekonomiska inflödet till Stockholm från hotellboende med mera bedöms ha uppgått till närmare 30 miljoner kronor.
Mängder av populära artister har gjort turnéstopp i Globen sedan arenan färdigställdes.

## Stugan på Globen

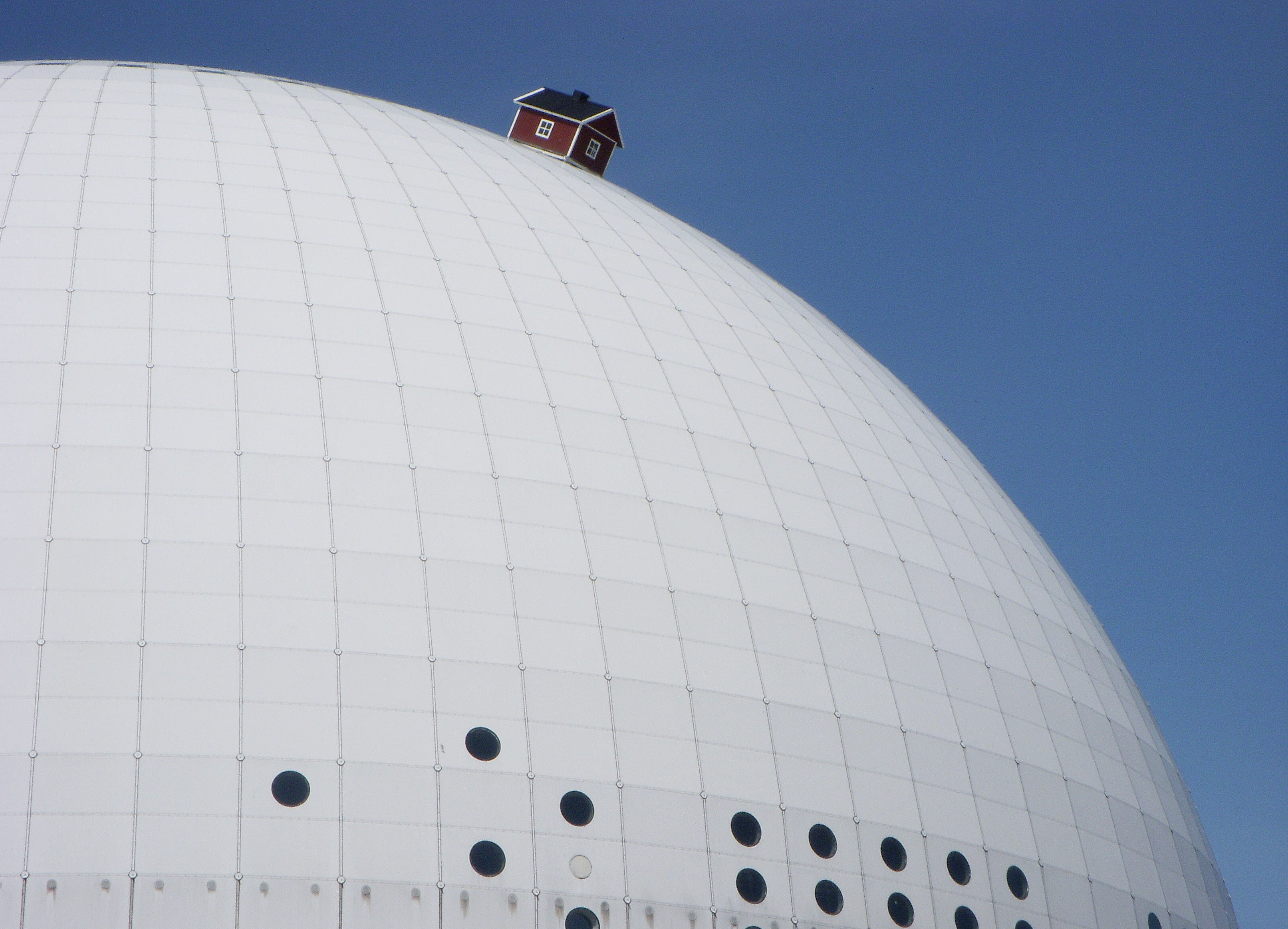
Stugan på Globen, 26 maj 2009.

Den 26 maj 2009, drygt 20 år efter att Globen invigdes, placerades en liten faluröd stuga med vita knutar uppe på Globens topp. Stugan, som är tillverkad helt i aluminium för viktens skull hade en bottenyta på cirka 12 m², motsvarande en friggebod.
Upphovsmannen till stugan var konstnären Mikael Genberg som i sin motivering till konstverket och dess placering lite vid sidan av Globens topp, sade sig vilja förena två betydande symboler för Sverige; den moderna högteknologiska Globen, världens största sfäriska byggnad, med den traditionella helsvenska lilla faluröda stugan med vita knutar. 
Planeringen av arbetet med placeringen uppe på Globen med stöd av Globens huvudsponsor Ericsson, tog totalt två år. Globenstugan var en del av det så kallade Månhusprojektet, som sedan början av 2000-talet haft som målsättning att kunna placera ett likadant hus på månen till 2012, vilket dock ännu inte blivit verklighet. I projektledningen har funnits ett flertal framstående personer från olika områden, bland andra Pär Nuder, ordförande i föreningen Månhusets Vänner, och om projektets vidare framtid råder oklarhet. Huset var planerat att stå kvar på Globen fram till oktober 2009, men togs bort i slutet av november samma år.

## Gondolbanan på Globen

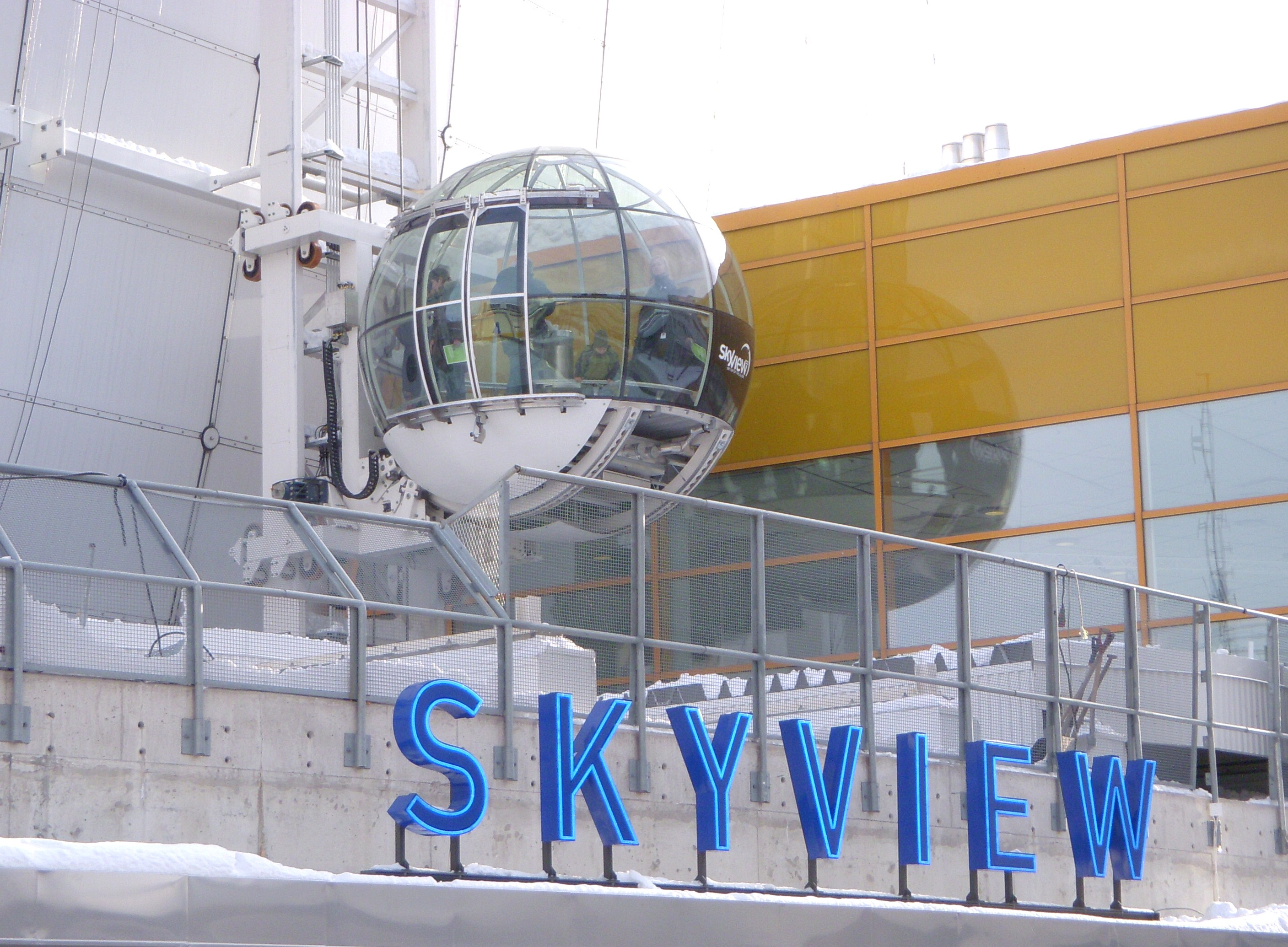
Gondolen år 2010.

Gondolbanan kallas SkyView och löper längs västra utsidan av Globen. Banan består av två helglasade klotformade kabiner som åker upp till Globens topp. Ingången till anläggningen är från Arenatorget.
Den 5 februari 2010 avslutades montaget och byggarbeten med gondolbanan. Varje kabin har en diameter av cirka 4,5 meter och kan ta upp till 16 personer. Färden går upp till Globens topp, där är man 130 meter över havet. En resa tur och retur tar cirka 20 minuter. Enligt Harry Sjöström som är Liftbyggarnas vd finns det ingen liknande anläggning någonstans i världen. För gestaltningen av SkyView svarade Berg Arkitektkontor som även ritade själva Globen i mitten på 1980-talet. Projektet kostade cirka 30 miljoner kronor.

## Kommunikationer
Intill Globenområdet ligger Globens tunnelbanestation som betjänas av tunnelbanans gröna linje samt Tvärbanan. En resa från T-Centralen tar cirka 9 minuter. Även Gullmarsplans och Skärmarbrinks tunnelbanestationer ligger på gångavstånd från arenan. I området finns det två större parkeringsgarage, Arenagaraget belägen under 3Arena med cirka 600 platser  samt garaget i Globen Shopping i tre plan med 1 500 platser. . Globen och Arenagaraget ligger precis intill Nynäsvägen samt nära påfarterna till Södra länken.

## Bildgalleri

Evenemang
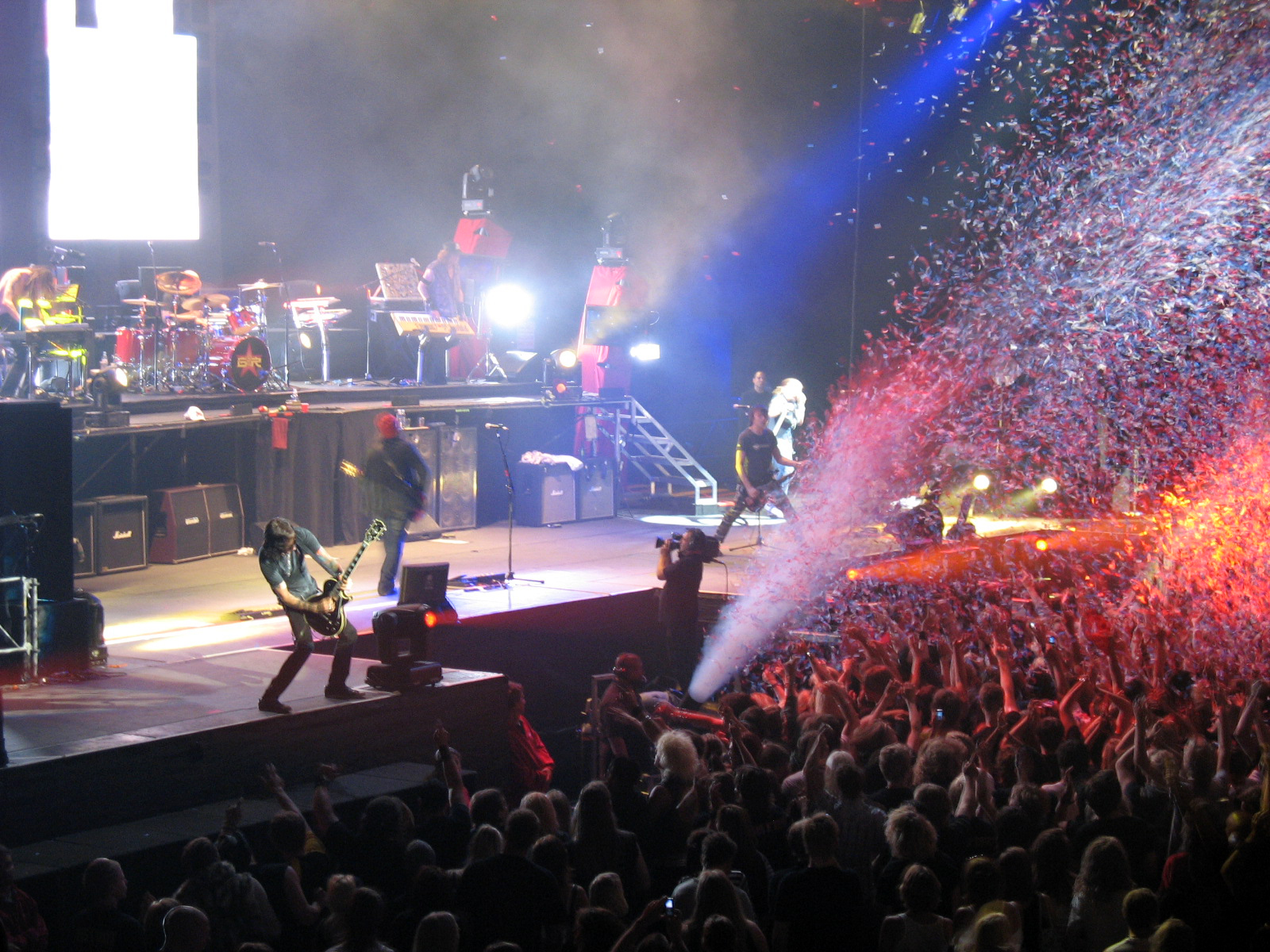
Guns N' Roses i Globen, juni 2006
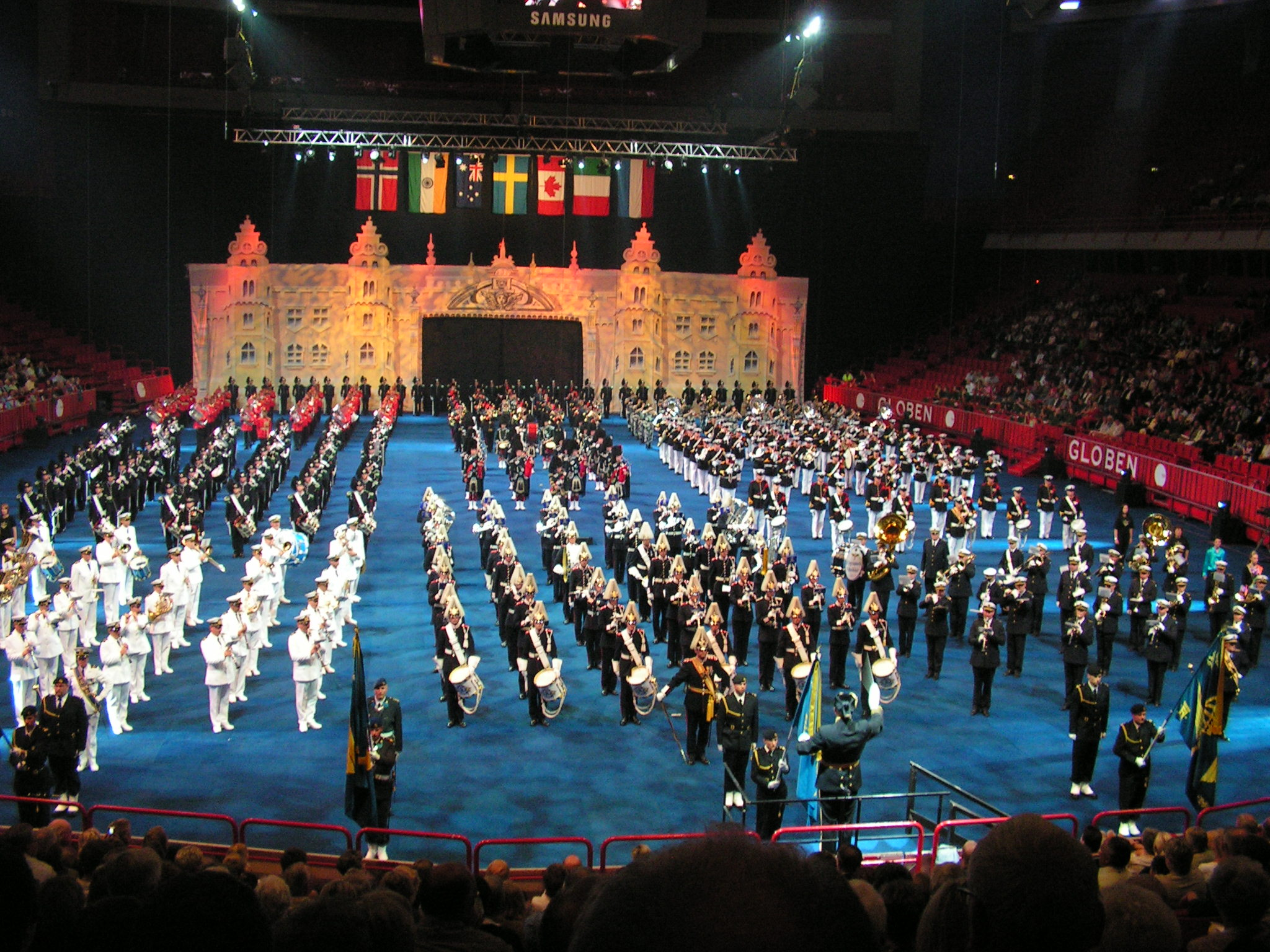
Swedish Military Tattoo hölls i Globen i september 2006
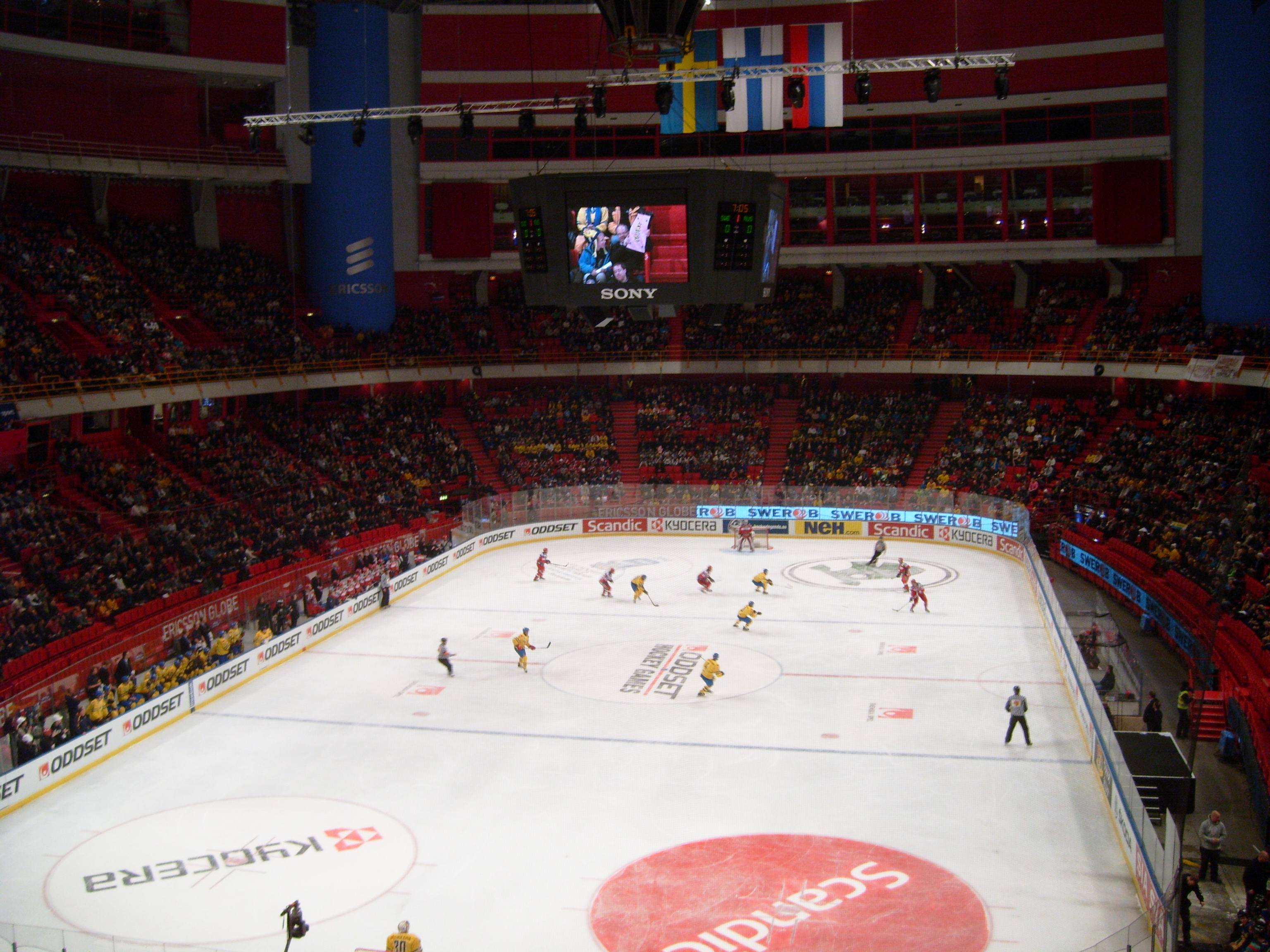
Ishockeymatch mellan Sverige mot Ryssland i turneringen Oddset Hockey Games, 2012
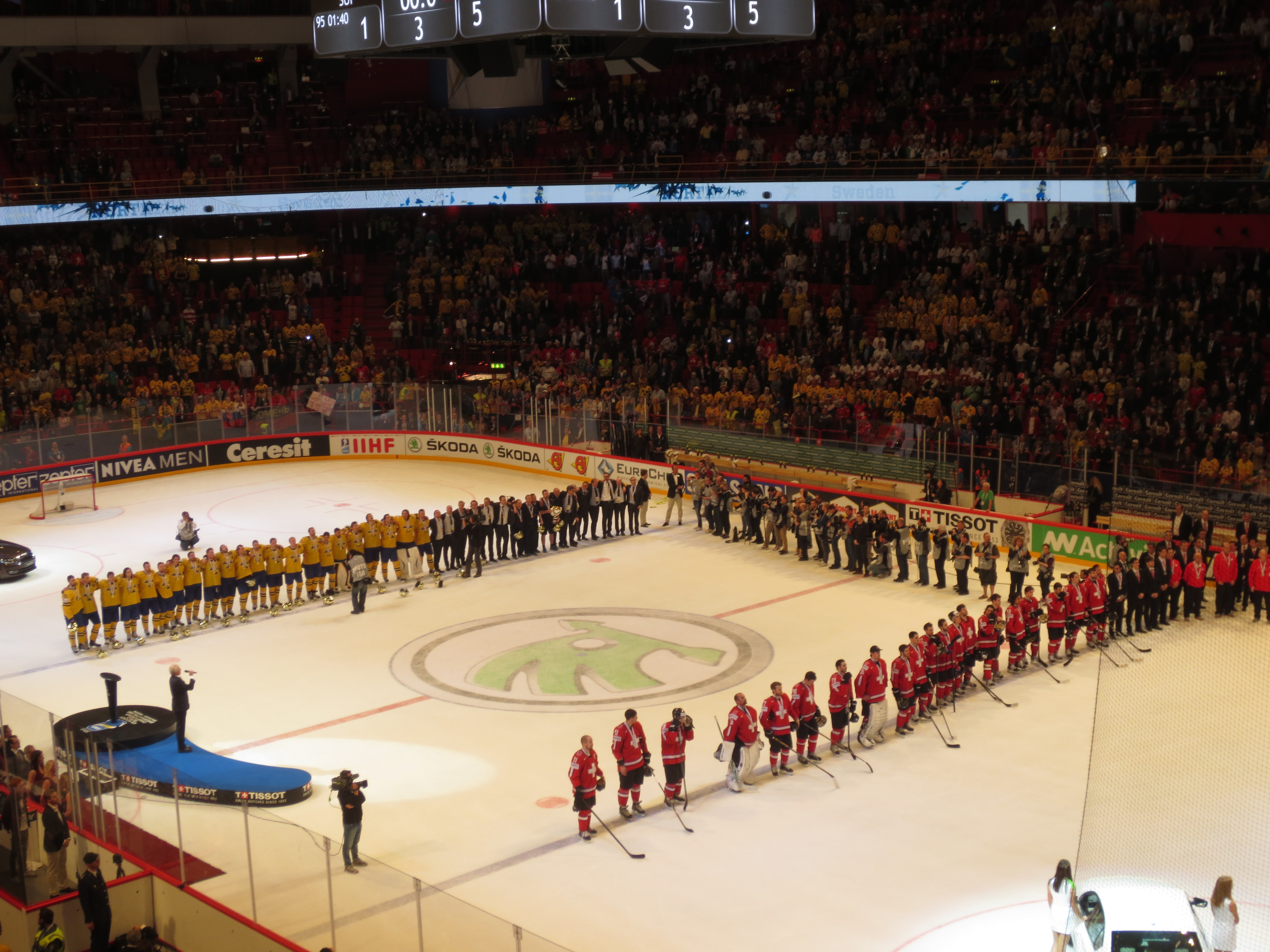
Världsmästerskapet i ishockey för herrar 2013

Med effektbelysning
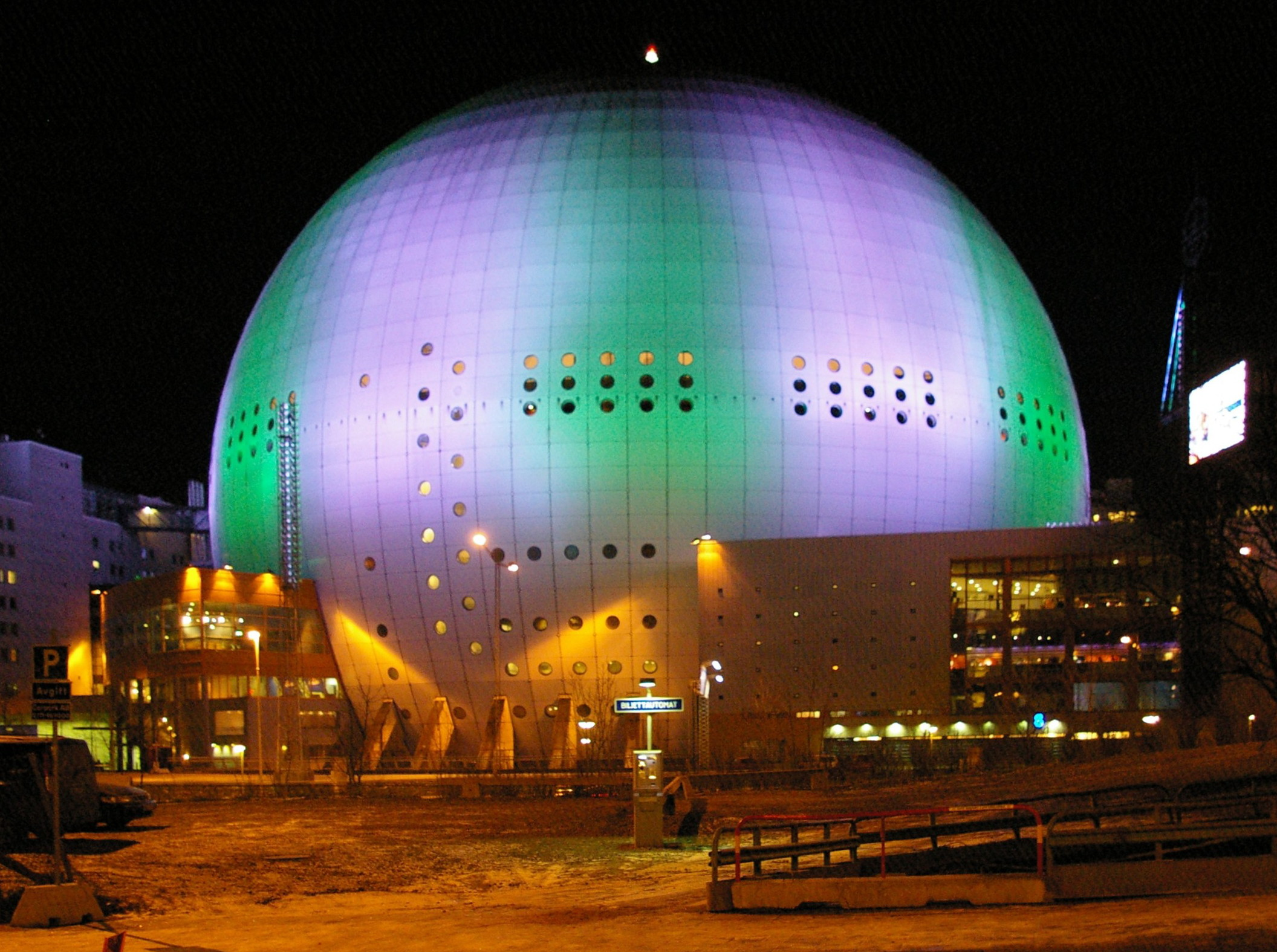
Globen belyst i Hammarbys IF:s färger, december 2006
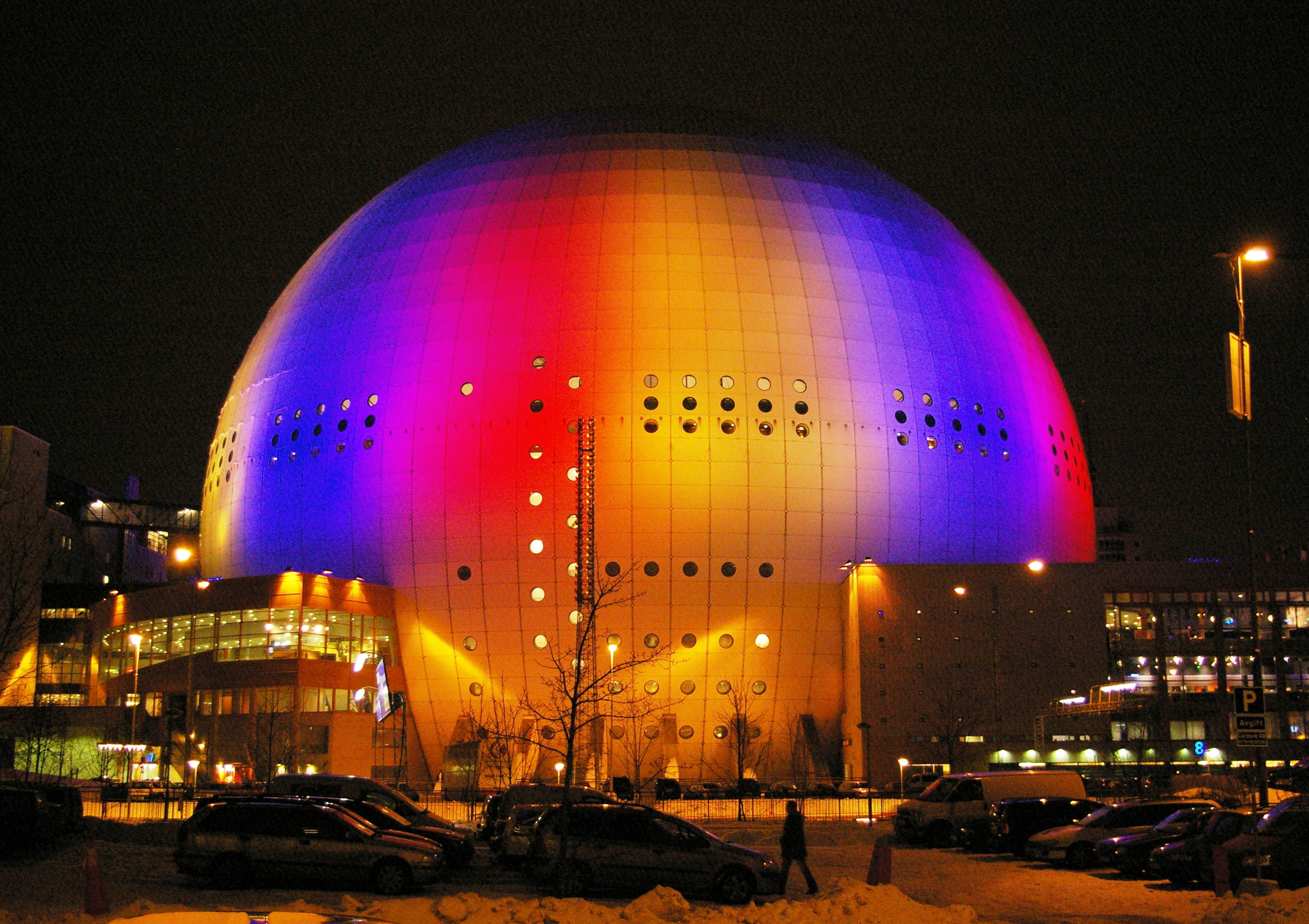
Globen belyst i Djurgårdens IF:s färger, februari 2007
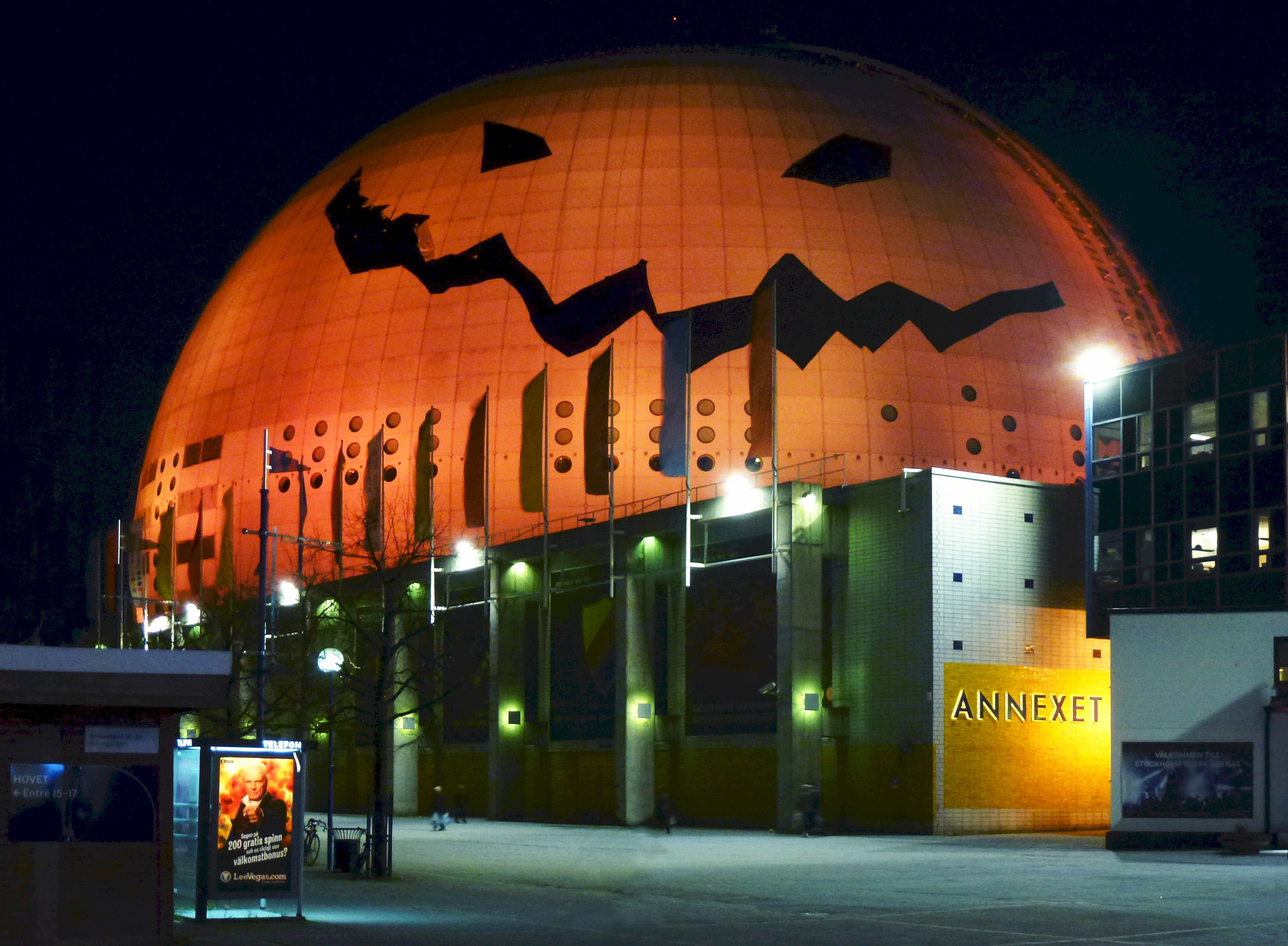
Globen som Jack-o’-lantern, oktober 2014
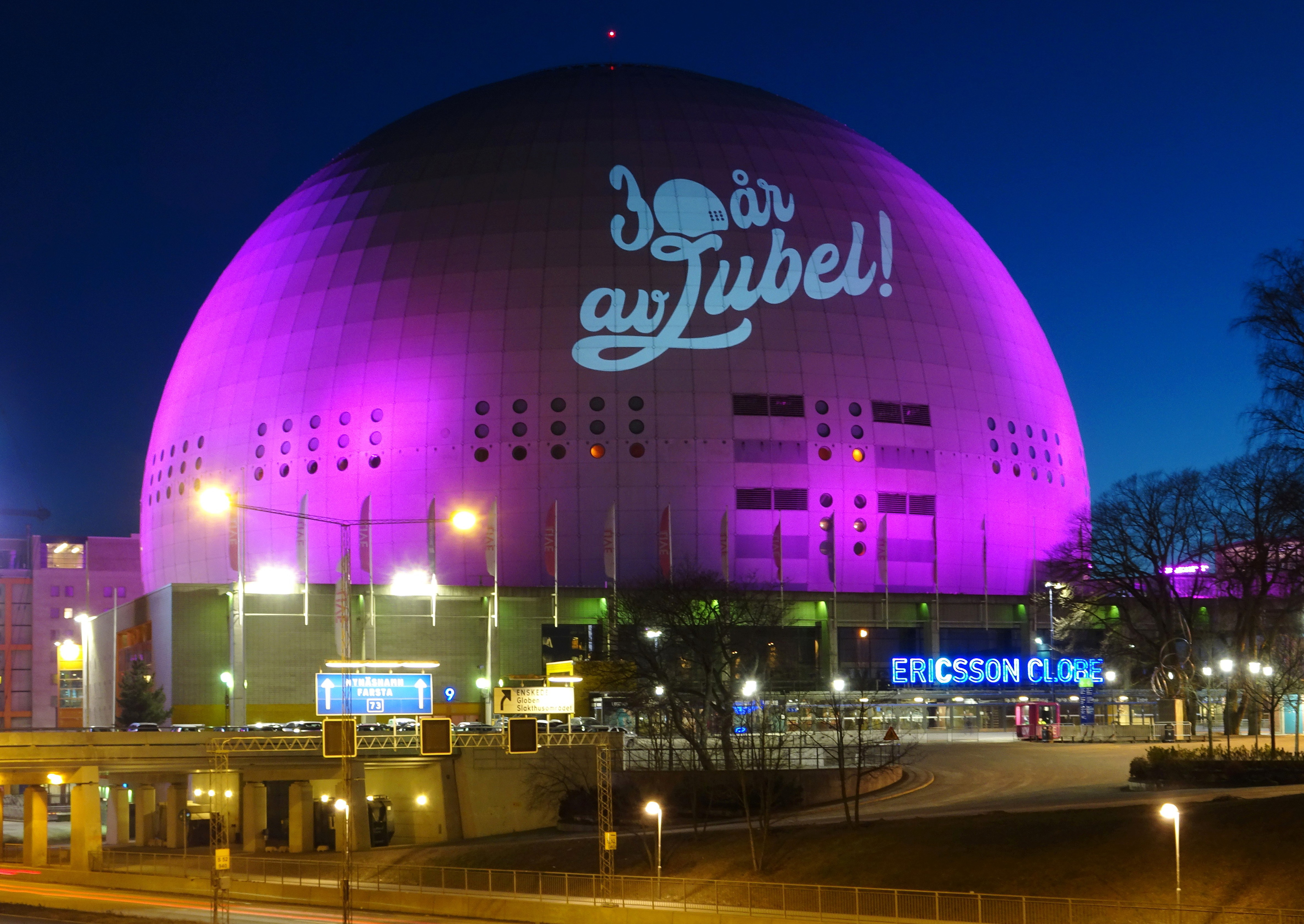
Globen firar 30 år, februari 2019

## Övrigt
- Byggnadens totala volym är 605 000 kubikmeter.
- Påven Johannes Paulus II firade mässa i Globen 8 juni 1989.
- I filmen Joker från 1991 utspelar sig en del av slutscenerna under och på Globens tak.
- Huddinge IK och Hammarby IF har sina publikrekord i ishockey från hemmamatcher i Globen (båda mot AIK säsongen 1992/93, 12 487 respektive 12 256).
- AIK (3-0 mot Bodens IK den 15 april 1994) och Mora IK (6-3 mot Hammarby den 10 april 2004) har gått upp i SHL genom segrar i Globen.
- Globen ingår i Sweden Solar System som är jordens största modell av solsystemet, där Globen skall motsvara solen.
- Globen i storleksjämförelse med Solen: Om Globen motsvarar Solen så är Jorden ett klot med 65 cm i diameter på ett avstånd av cirka 7,6 km. Ett sådant klot finns på Cosmonova i Stockholm (se Sweden Solar System).